# Briar Cliff University
La Briar Cliff University è un'università privata di indirizzo cattolico con sede a Sioux City, nello stato americano dell'Iowa.
Il Briar Cliff College fu aperto il 18 settembre 1930 da Mary Dominica Wieneke, superiora delle suore francescane della Sacra Famiglia di Gesù, Maria e Giuseppe, insieme con Edmond Heelan, vescovo di Sioux City. Il nome "Briar Cliff" deriva da quello della collina su cui fe eretta la sede del college. Istituzione in origine esclusivamente femminile, iniziò ad ammettere studenti di sesso maschile nel 1965. Ottenne il titolo di university nel 2001.